# Atheist Bus Campaign

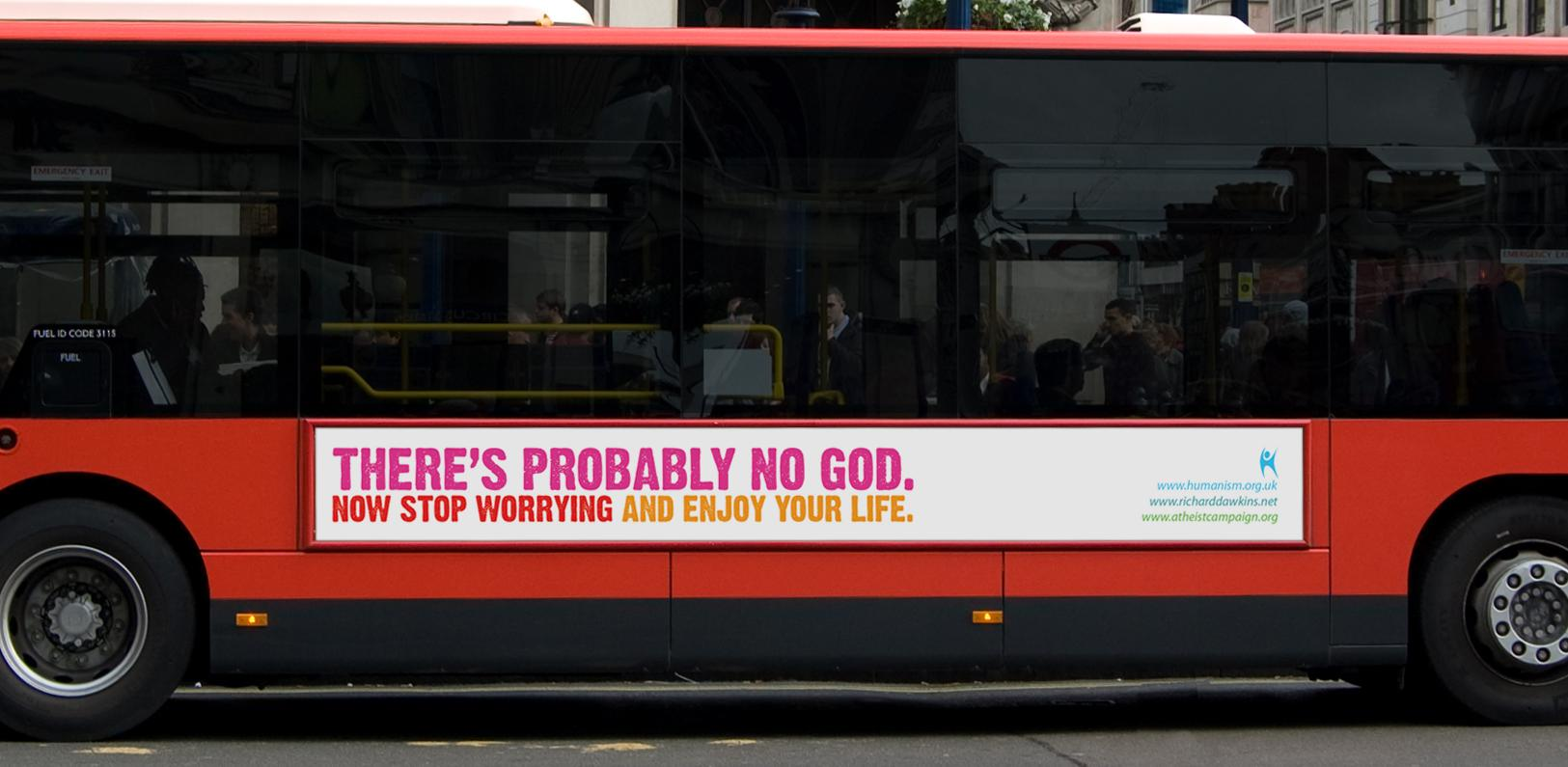
Un bus londonien portant une publicité pour la campagne athée.

Atheist Bus Campaign est une campagne de communication réalisée en 2009 au Royaume-Uni et imitée dans d'autres pays, avec l'objectif de placer des messages positifs et pacifiques au sujet de l'athéisme sur les bus, en réponse aux campagnes publicitaires des chrétiens évangéliques. Cette campagne a été lancée à l'initiative de l'auteur comique Ariane Sherine le 21 octobre 2008, avec le soutien officiel de la British Humanist Association (association des humanistes britanniques) et de Richard Dawkins. Le but originel de la campagne était de lever des fonds (5 500 livres sterling, soit environ 6 400 €) pour faire circuler 30 bus londoniens pendant 4 semaines en 2009 avec le slogan : « There’s probably no God. Now stop worrying and enjoy your life » (Il n'y probablement pas de Dieu. Maintenant arrêtez de vous inquiéter et profitez de votre vie).
Richard Dawkins, l'auteur de Pour en finir avec Dieu, accepte de doubler les fonds récoltés à hauteur de 5 500 £, ce qui fournit un total de 11 000 £ si la somme espérée est levée. La campagne atteint sa cible à 10h06 du matin le 21 octobre (le jour même de son lancement), et le 24 octobre au soir 100 000 £ ont été récoltées. La campagne s'est achevée le 11 avril 2009, après avoir levé un total de 153 516,51 £ (soit environ 178 600 €).

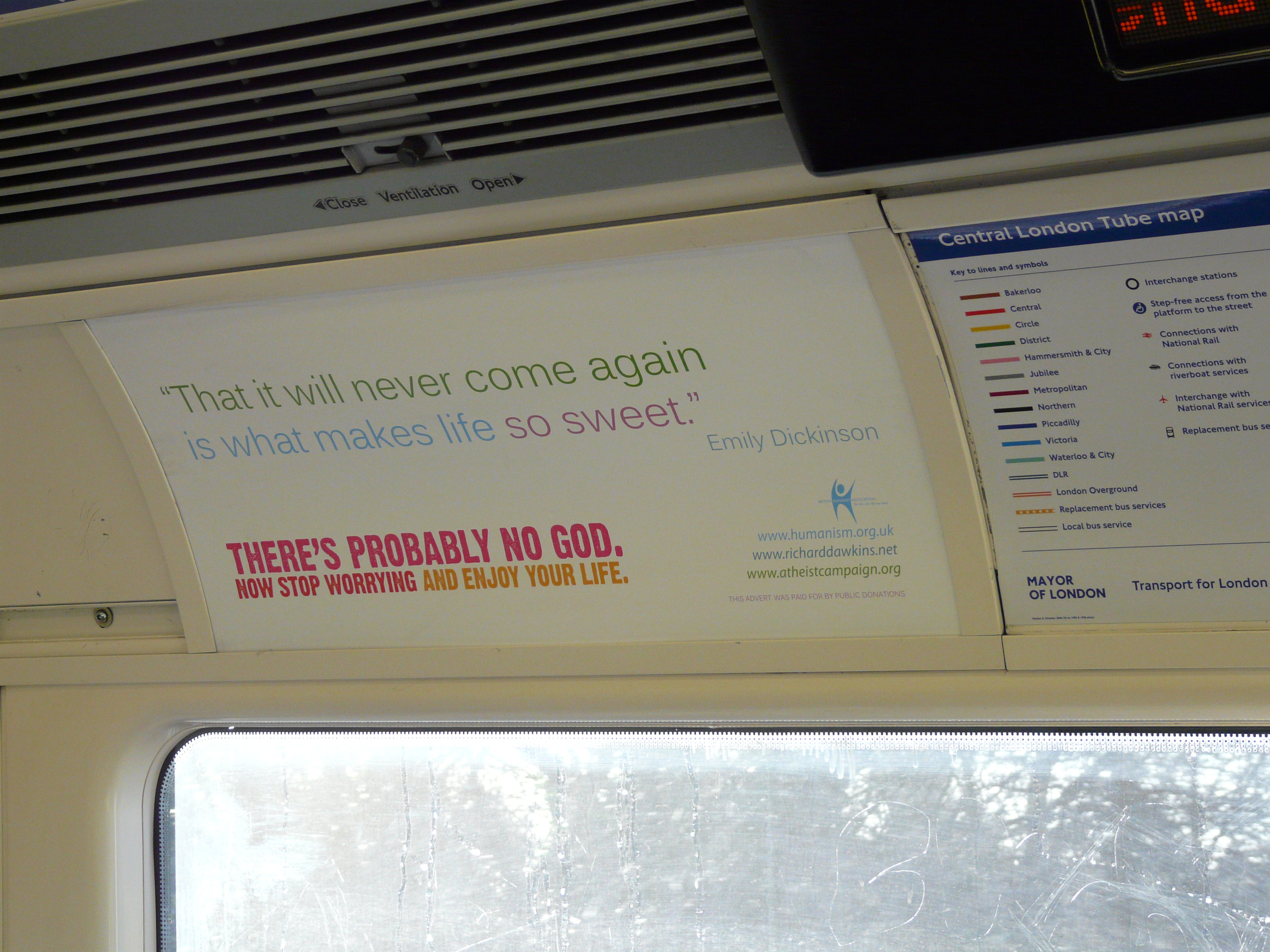
Affiche dans le métro londonien.

Les premiers bus ont commencé à circuler le 6 janvier 2009. Dès lors, 800 bus circulent dans tout le Royaume-Uni, et 1 000 affiches publicitaires sont placardées dans le métro de Londres avec des citations d'athées célèbres. Par la suite, deux grands écrans LCD ont été placés sur Oxford Street, dans le centre-ville de Londres.
Dans la mesure où la somme cible a été non seulement atteinte, mais largement dépassée, et où les bus sont maintenant en circulation, les visiteurs du site consacré à la campagne sont maintenant encouragés à donner aux campagnes générales de la British Humanist Association par le biais d'une nouvelle campagne, intitulée “The Next Stop” (l'arrêt suivant). Tous les dons effectués en faveur de la campagne initiale iront au lancement d'une deuxième vague de publicité, le site de dons ayant fermé le 11 avril 2009.

## Proposition initiale
L'idée de cette campagne vient de Sherine, qui l'a proposée en juin 2008 dans un message sur un blogue de guardian.co.uk Atheists - gimme five (athées - tapez-m'en cinq) dans The Guardian. Elle y exprime sa frustration au sujet de la campagne publicitaire agressive, dans les transports en commun, d'une organisation chrétienne et de son site Internet, JesusSaid.org, qui promet les tourments éternels de l'enfer aux non-chrétiens. Sherine s'adresse donc aux athées pour contrer ce genre de campagne évangélique, en appelant à leur générosité pour qu'ils contribuent à hauteur de 5 £ à la diffusion d'un message philosophique positif. Son idée est reprise par le blogueur politique Jon Worth, qui crée une page dédiée sur PledgeBank. Cette page est fermée le 31 juillet 2008, après avoir recueilli 877 des 4 679 promesses de dons nécessaires pour atteindre le but originel de 23 400 £. Ce début de campagne reçu quelques commentaires dans les médias grand public,. Sherine écrit alors un autre billet sur le même blogue de gardian.co.uk, « Dawkin 'bout a Revolution ». Elle y détaille l'état des lieux depuis son premier billet. En réponse, la British Humanist Association offre de soutenir officiellement la campagne et de gérer les dons. Sherine demande alors à Richard Dawkins de fournir une citation pour la campagne, en réponse il offre de doubler les premières 5 500 livres sterling reçues.

## Historique de la campagne

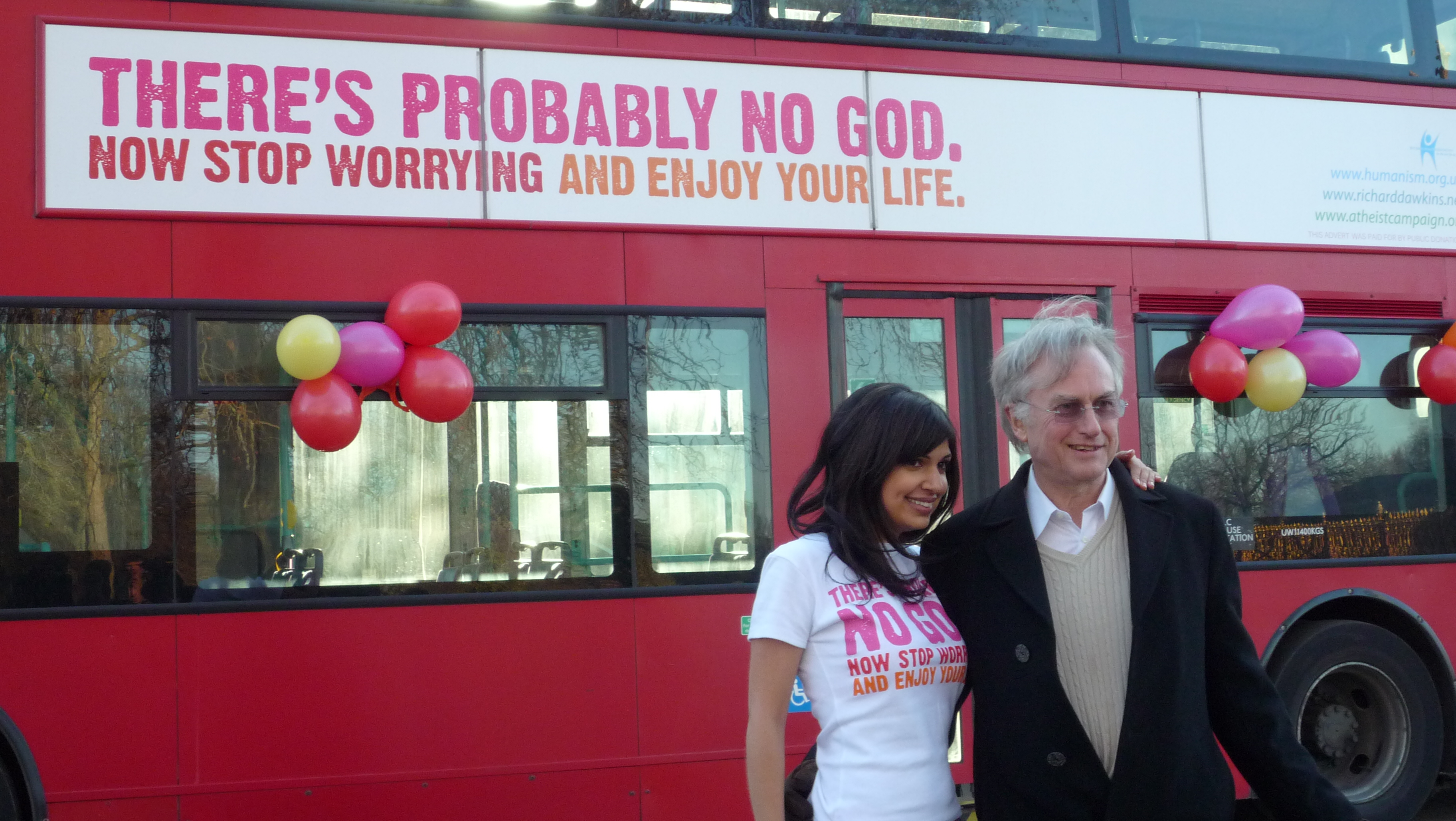
Sherine et Dawkins au lancement de la campagne

La phase de dons de la campagne est lancée le mardi 21 octobre 2008 avec un autre article de Sherine, Tous à bord de la campagne de bus athée, sur Comment is free. À la surprise des organisateurs, la somme-cible de la levée de fonds est atteinte en quelques heures, et à la fin de la première journée la somme levée atteint 48 000 £.
Après quatre jours, la campagne a permis de récolter plus de 100 000 £. Il y a eu des dons à partir du site Justgiving tous les jours depuis le lancement de la campagne, et au 9 janvier 2009, le total a dépassé 140 000 £. La British Humanist Association a noté un net accroissement de l'intérêt pour ses activités et le groupe Facebook de l'Atheist Bus Campaign n'a cessé d'augmenter depuis le lancement de la campagne. Nombre d'athées estiment que la campagne leur a donné une voix et les a représenté d'une manière qu'ils avaient espéré depuis longtemps.

## Le mot « probablement »
La rédaction du slogan a été mise en question, et Ariane Sherine explique son choix dans un article intitulé "Probably" the best atheist bus campaign ever. Elle y explique qu'il est nécessaire d'être précis, et qu'il est impossible de prouver l'inexistence de Dieu. Selon Sherine, il est seulement possible de dire qu'un dieu n'existe probablement pas. De la même façon, dans l'ouvrage de Richard Dawkins Pour en finir avec Dieu, le biologiste utilise les mots « There is almost certainly no God » (Il n'y a presque certainement pas de Dieu).

## Conséquences
En réponse, des groupes chrétiens ont lancé une campagne avec, entre autres, les slogans « There definitely is a God; so join the Christian Party and enjoy your life » et « There IS a God, BELIEVE. Don't worry and enjoy your life ».

### Dans d'autres pays
La campagne a été imitée dans d'autres pays sur des principes similaires.

Variantes de la campagne dans différents pays
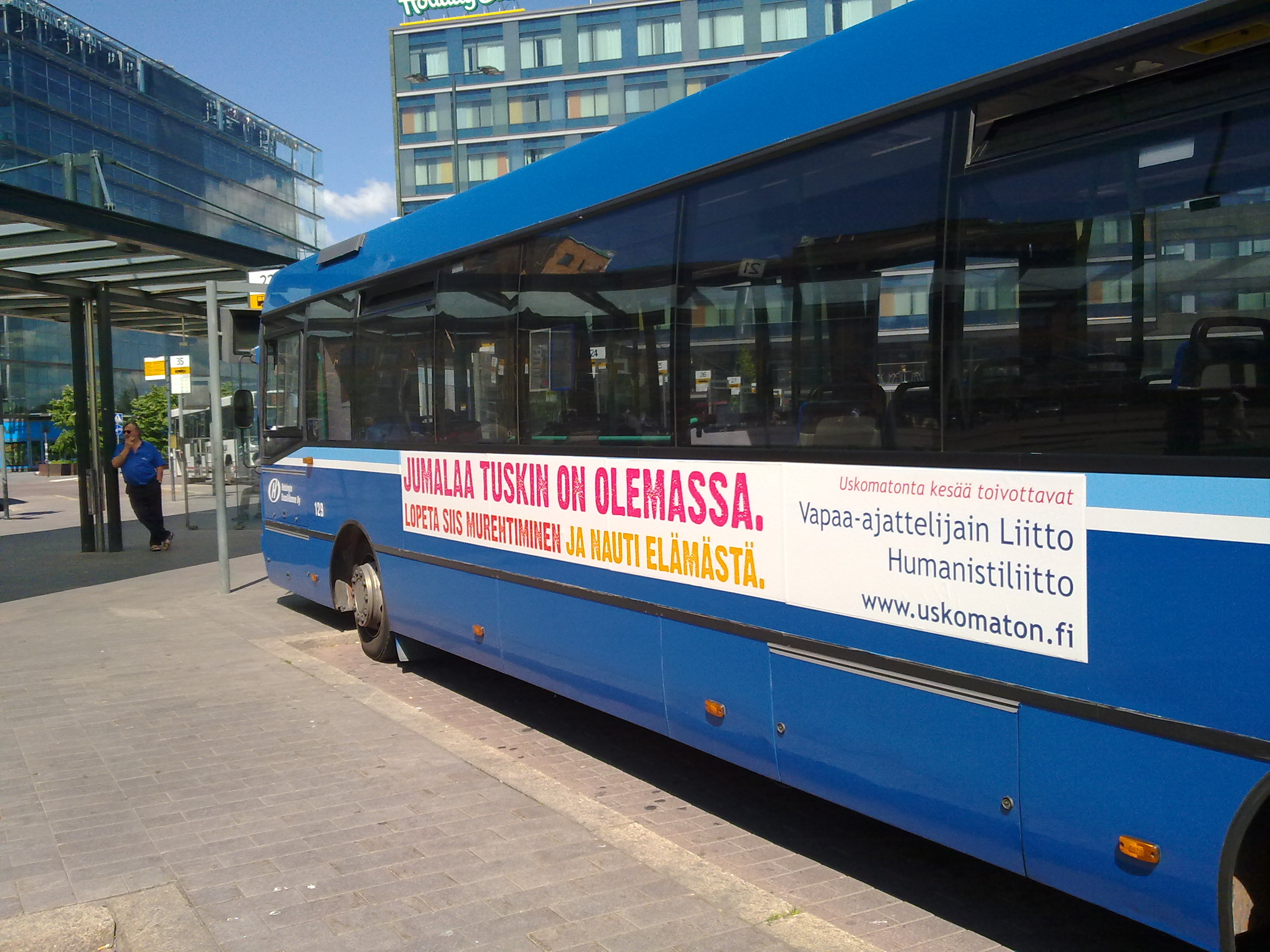
Finlande
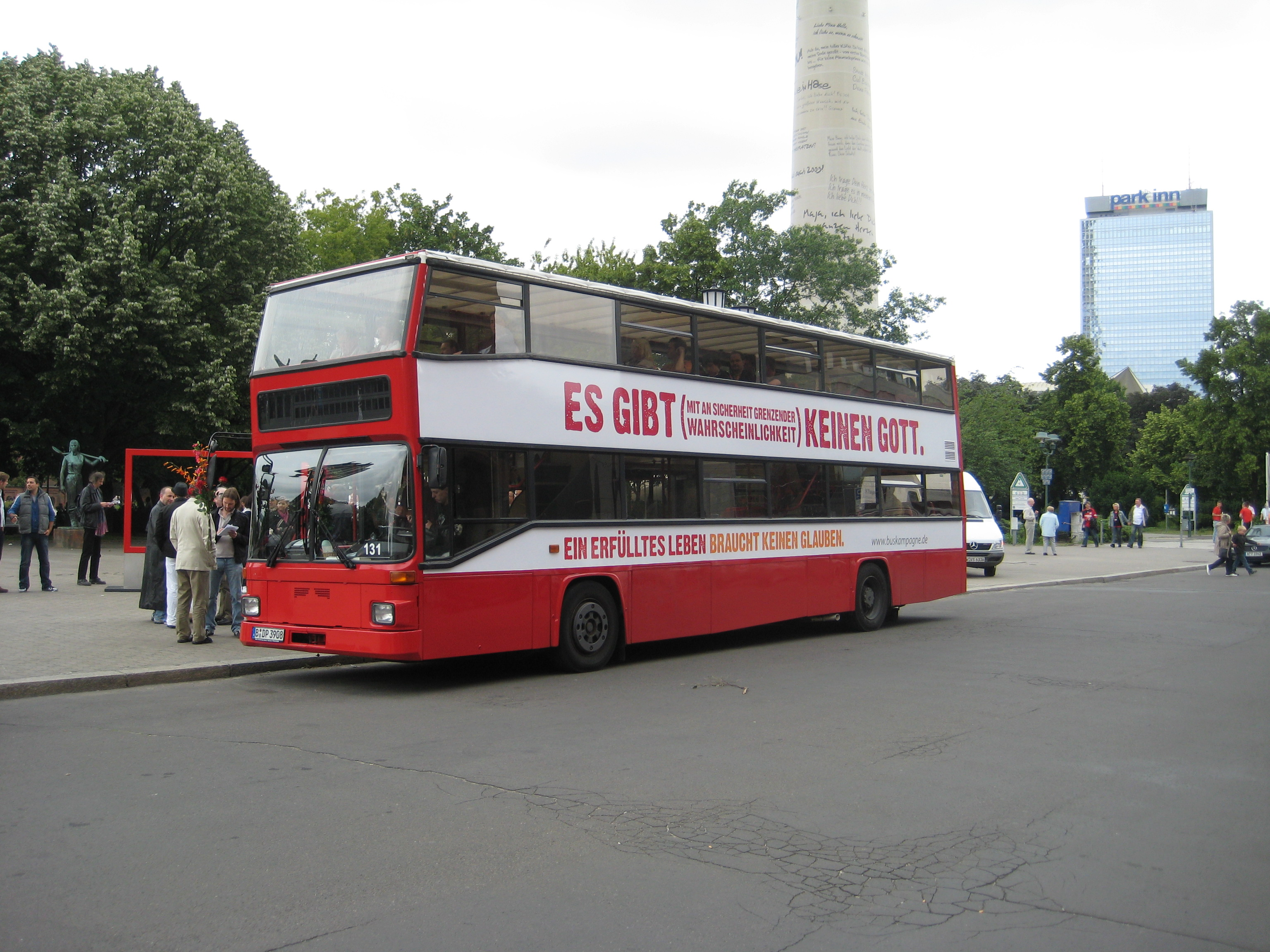
Allemagne
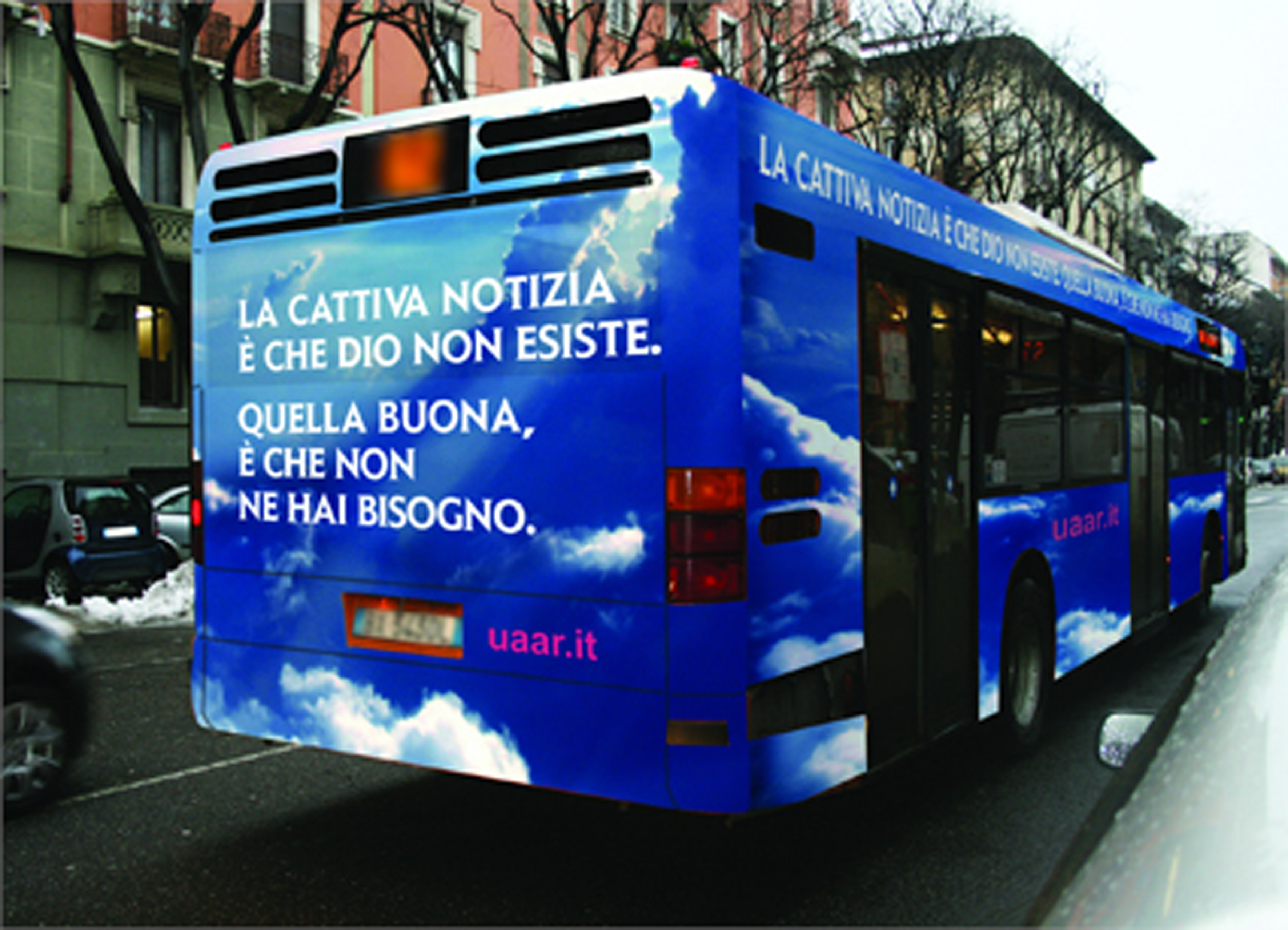
Italie

#### Amérique du Nord

##### États-Unis
Influencé par Atheist Bus Campaign, l'American Humanist Association a lancé une campagne dans les bus de Washington en novembre 2008, avec le slogan « Why believe in a God? Just be good for goodness' sake ». La Freedom From Religion Foundation a elle aussi lancé une campagne aux États-Unis d'Amérique, avec des affiches lors des mois de février et mars 2009.
En février, une campagne est lancée à Bloomington (Indiana) avec le slogan « You Can Be Good Without God » puis est élargie à différentes villes de l'État d'Indiana.
Cependant, plus d'attention et de couverture médiatiques ont été portées sur la campagne nommée Atheist billboard (Panneau athée), consistant en la pose de panneaux au bord des routes.

##### Canada
En février 2009, une campagne nationale est lancée par la Freethought Association of Canada avec, comme porte-paroles, Katie Kish et Justin Trottier. La Toronto Transit Commission au Canada accepte les messages sur ses bus, tramways, métros et trains, avec un slogan similaire à celui utilisé dans l'annonce britannique,.
À la faveur d'une requête de l'Association humaniste du Québec, la Société des transports de Montréal accepte le message proposé « Dieu n'existe probablement pas, alors cessez de vous inquiéter et profitez de la vie », traduction du slogan original britannique utilisé lors de la campagne de mars 2009.